# Itanhangá (kommun i Brasilien)
Itanhangá är en kommun i Brasilien.   Den ligger i delstaten Mato Grosso, i den centrala delen av landet, 1 000 km väster om huvudstaden Brasília. Antalet invånare är 5 276.
Omgivningarna runt Itanhangá är huvudsakligen savann. Trakten runt Itanhangá är nära nog obefolkad, med mindre än två invånare per kvadratkilometer.